# Władysław Niewiedniczy
Władysław Niewiedniczy, ros. Владислав Неведничий (ur. 3 września 1969) – rumuński szachista, po rozpadzie Związku Radzieckiego reprezentujący Mołdawię (do 1994), arcymistrz od 1993 roku.

## Kariera szachowa
Pierwsze znaczące sukcesy zaczął odnosić na początku lat 90. XX wieku. W roku 1992 triumfował (wspólnie z Dorianem Rogozenko) w Bukareszcie. W 1993 podzielił I m. (wspólnie z Walerijem Niewierowem i Igorem Zajcewem) w memoriale Victora Ciocaltei w Bukareszcie.
W kolejnych latach odniósł szereg sukcesów w turniejach międzynarodowych, zwyciężając bądź dzieląc I miejsca m.in. w:
- Ano Liosia (1998),
- Braszowie (1998),
- Miercurea-Ciuc (1999),
- Agneaux (1999),
- Budapeszcie (2000, turniej strefowy, wspólnie z Jozsefem Pinterem, Bartłomiejem Macieją, Aleksandrem Czerninem i Pawłem Blehmem),
- Creon – dwukrotnie (2001, wspólnie m.in. z Belą Badea, Glennem Flearem i Alexandre Dgebuadze oraz 2004),
- Avoine – dwukrotnie (2001 oraz 2006, wspólnie z Alexandre Dgebuadze i Siergiejem Fiedorczukiem),
- Novej Goricy (2003, wspólnie m.in. z Dusko Pavasoviciem i Nikoła Mitkowem),
- Paksie (2003, wspólnie z Kaido Kulaotsem),
- Gałaczu (2005, wspólnie z Mariusem Manolache),
- Timisoarze – dwukrotnie (2006, wspólnie z Constantinem Lupulescu oraz 2008),
- Jassy (2006, wspólnie m.in. z Vasile Sanduleacem, Władimirem Małaniukiem i Alinem Berescu).

Po zmianie obywatelstwa szybko awansował do ścisłej czołówki rumuńskich szachistów. Dwukrotnie zdobył złote medale indywidualnych mistrzostw Rumunii (2008, 2012), był również srebrnym (2010) oraz czterokrotnie brązowym (1998, 2001, 2002, 2004) medalistą. W roku 2000 zakwalifikował się do pucharowego turnieju o mistrzostwo świata, awansując do II rundy (w której przegrał z Jeroenem Piketem).
Wielokrotnie reprezentował Mołdawię i Rumunię w turniejach drużynowych, m.in.:
- ośmiokrotnie na olimpiadach szachowych (w latach 1992, 1994, 1996, 1998, 2002, 2004, 2006, 2012)[4],
- sześciokrotnie na drużynowych mistrzostwach Europy (w latach 1992, 1999, 2005, 2007, 2009, 2013)[5].

Najwyższy ranking w dotychczasowej karierze osiągnął 1 lipca 2013 r., z wynikiem 2603 punktów zajmował wówczas 4. miejsce wśród rumuńskich szachistów.